# Britz
Britz är en stadsdel i Neukölln i Berlin i Tyskland.  Britz är bland annat känt för Hufeisensiedlung och bostadsområdet Britz-Buckow-Rudow, mer känt som Gropiusstadt och idag en egen stadsdel. I Britz uppfördes även RIAS sändningsanläggning. 1985 arrangerades Bundesgartenschau i Britzer Garten.